# Laia Pons
Laia Pons Areñas (* 24. April 1993 in Granollers) ist eine ehemalige spanische Synchronschwimmerin.

## Erfolge
Laia Pons gewann bei den Europameisterschaften 2012 in Eindhoven ihre erste internationale Medaille, als sie mit der Mannschaft in der Kombination sogleich Europameisterin wurde. Darüber hinaus gehörte sie zum spanischen Kader bei den Olympischen Spielen in London. Im Wettbewerb mit der Mannschaft erzielte die spanische Equipe mit Clara Basiana, Alba María Cabello, Ona Carbonell, Margalida Crespí, Thaïs Henríquez, Paula Klamburg, Andrea Fuentes und Irene Montrucchio sowohl in der technischen Übung als auch in der Kür jeweils das drittbeste Resultat, womit die Spanierinnen auch die Gesamtwertung mit 193,120 Punkten als Dritte abschlossen und hinter den Olympiasiegerinnen aus Russland sowie der chinesischen Mannschaft die Bronzemedaillen gewannen. Bei den Weltmeisterschaften 2013 in Barcelona gelang ihr mit der Mannschaft in der Kombination ein weiterer Medaillengewinn. Diesmal sicherte sich die spanische Mannschaft hinter Russland und vor der Ukraine die Silbermedaille. Die Weltmeisterschaften waren gleichzeitig ihr letzter internationaler Wettkampf.